# Milano calibro 9
Milano calibro 9 (també estrenada en anglès com The Contract) és una pel·lícula poliziottesco  italiana del 1972 escrita i dirigida per Fernando Di Leo i protagonitzada per Gastone Moschin, Mario Adorf, Barbara Bouchet, Philippe Leroy, Frank Wolff, Luigi Pistilli, i Lionel Stander
La pel·lícula pren el títol de la col·lecció de contes homònims de Giorgio Scerbanenco, i es basa parcialment en tres de les seves històries. La partitura musical va ser composta per Luis Enriquez Bacalov i interpretada per la banda de rock progressiu Osanna.
Milano calibro 9 és la primera part de la Trilogia del milieu de Di Leo de pel·lícules poliziotteschi. La van seguir La mala ordina el 1972 i Il Boss el 1973. El 2020, es va publicar una seqüela directa anomenada Calibro 9.

## Argument
Després d'una estada a la presó, el petit gàngster milanès Ugo Piazza és immediatament assetjat pels seus antics socis, liderats per un poderós blanquejador estatunidenc conegut simplement com "L’Americano", que creuen que va robar 300.000 dòlars estatunidencs abans de ser detingut per robatori. Piazza nega rotundament el robatori, fins i tot sota la coacció del volàtil mà dreta de L’Americano, Rocco. La seva xicota, gogó Nelly Bordon, també creu que va robar els diners, igual que el comissari de policia, que intenta sense èxit convertir-lo en informador.
Piazza coneix el seu antic padrí Don Vincenzo, ara un vell cec, i el seu únic capo Chino. Tot i que Rocco es burla de l'autoritat de Vincenzo, encara mantenen un respecte renuent per Chino, que s'ha negat a deixar el seu padrí fins i tot després que tots els altres ho hagin fet. L'americà li dóna un ultimàtum a Piazza perquè torni els diners i torni a treballar per a ell, però encara insisteix que no els té i no sap qui els té. Paranoic per més robatoris similars, Rocco comença a matar els seus missatgers de diners.
Piazza és enviat a un canvi de 30.000 dòlars, que passa en una pista de bitlles. L'intercanvi és estavellat per un misteriós agressor amb una bufanda blanca (que ha estat perseguint Piazza des del seu alliberament), que mata el seu client i roba la bossa de cuir marró que conté els diners. L'americà envia Rocco i Piazza a matar els homes que creu responsables, però quan arriben es revela que són Chino i Don Vincenzo. Piazza es nega a matar el seu antic padrí, però Rocco dispara fredament al vell, mentre Chino s'escapa per poc. L'americà fa colpejar Piazza per la seva insubordinació i està a punt de fer-lo matar. Tanmateix, Piazza s'estalvia quan argumenta de manera convincent que Rocco i la tripulació estaven darrere del robatori dels 30.000 dòlars.
L'americà es retira a una finca rural amb els seus guardaespatlles, inclòs Piazza, però és assassinat a trets en una emboscada per un venjatiu Chino. Piazza gira la seva pistola sobre els homes de l'Americà i els acaba, abans que Chino mori a causa de les seves ferides.
Piazza viatja a una església abandonada de Milà i recupera una bossa blava amb els 300.000 dòlars, revelant que havia robat els diners de l'americà anys enrere i ho va orquestrar tot per fer-lo matar. No obstant això, la policia el recull per conduir amb el carnet caducat i l'obliga a anar a l'estació per a una entrevista.
Mentre es troba a la sala d'espera, Piazza es troba amb Rocco (que està sent interrogat pel tiroteig a la casa de l'americà). Rocco, en veure la bossa que conté els diners, no mostra animositat i ofereix als dos que es facin socis. Piazza el rebutja i és alliberat. Es dirigeix a casa de la Nelly amb els diners, planejant que els dos fugin junts. La Nelly està amb Luca, un dels membres de la banda de Rocco i l'home de la bufanda que estava darrere del robatori dels 30.000 dòlars a la bolera. La Nelly havia conspirat amb el seu amant secret Lucato per aconseguir els 300.000 dòlars de Piazza per ells mateixos.
Luca dispara Piazza, però aconsegueix matar la Nelly d'un sol cop de puny abans de caducar. Rocco, que havia seguit Piazza cap a casa, irromp i apallissat Luca fins a la mort en un atac de ràbia per la seva traïció i falta de respecte a la talla criminal de Piazza. La policia, que al seu torn havia seguit en Rocco, l'arrossegava lluny del cadàver ensangonat de Luca.

## Repartiment
- Gastone Moschin com a Ugo Piazza
- Mario Adorf com a Rocco Musco
- Barbara Bouchet com a Nelly Bordon
- Philippe Leroy com a Chino
- Ivo Garrani com a Don Vincenzo
- Frank Wolff com a comissari
- Luigi Pistilli com a vicecomissari Mercuri
- Lionel Stander com "L'Americano"
- Giuseppe Castellano com a Nicola
- Salvatore Aricò com a Luca
- Giorgio Trestini com Francescino
- Ernesto Colli com Alfredo Bertolon
- Mario Novelli com a Pasquale Talarico
- Franco Beltramme com a Lorenzo
- Omero Capanna com Alfredo
- Fernando Cerulli com a secretari de l'hotel

## Producció
Milano calibro 9 va ser la segona pel·lícula de Di Leo basada en les obres de l'escriptor Giorgio Scerbanenco, després de I ragazzi del massacro (1969). Segons l'historiador del cinema Roberto Curti, el director va veure les obres de Scerbanenco com a "innovadores", i va creure que comparteixen visions del món igualment "desil·lusionades" i va assenyalar que l'escriptor hauria gaudit del "joc terrible però amargament irònic d'aparicions, coincidències i creuaments que porta la història a la seva inevitable conclusió". Acreditat com a basat en la col·lecció de contes breus de Scerbanenco de 1969 Milano calibro 9, el guió és en gran part una obra original, tot i que va estar parcialment influenciat per tres de les històries del llibre: la seva representació d'un intercanvi de dos paquets entre una sèrie de missatgers, que va culminar amb ambdós paquets simultàniament que explotaven en arribar a la seva referència final, és presa de "Stazione centrale ammazzare subito", mentre que es fan referències menors a "Vietato essere felici" i "La vendetta è il miglior perdono".
El títol detreball de la pel·lícula era Da lunedì a lunedì, amb el guió indicant que les targetes de títol havien de denotar l'hora i el dia de cada escena. L'editor Amedeo Giomini va revelar que, si bé aquestes targetes de títol apareixien a la còpia de treball de la pel·lícula, no s'utilitzaven a les gravacions cinematogràfiques.
Mentre parlava del Calibro 9 anys després del seu llançament, Di Leo lamentava no haver esborrat les escenes entre Frank Wolff el comissionat de policia dretà i el seu col·lega esquerrà Fonzino/Mercuri, interpretat per Luigi Pistilli, creient que la seva inclusió va dificultar el ritme de la pel·lícula i es va desviar del seu enfocament en els personatges criminals.

## Música
La banda sonora de la pel·lícula, Preludio Tema Variazioni e Canzona, és un àlbum de col·laboració entre Luis Enríquez Bacalov i el grup italià de rock progressiu Osanna.

### Banda sonora
Preludio, tema i Canzona estan escrits per Bacalov i interpretats per Osanna, les cançons Variazione   estan compostes per Lino Vairetti i interpretades per Osanna. Totes les cançons són instrumentals excepte My Mind Flies i Canzona. La pel·lícula també inclou 2º tempo: Adagio (Shadows) interpretada per New Trolls.
1. Preludio
2. Tema
3. Variazione I (To Plinius)
4. Variazione II (My Mind Flies)
5. Variazione III (Shuum...)
6. Variazione IV (Tredicesimo cortile)
7. Variazione V (Dianalogo)
8. Variazione VI (Spunti)
9. Variazione VII (Posizione raggiunta)
10. Canzona (There Will Be Time)

## Estrena
Calibro 9 es va estrenar a Itàlia el 15 de febrer de 1972, on va ser distribuït per Lia Film. Per optar a una classificació VM14, la junta de classificació de pel·lícules italiana va sol·licitar retallades a l'escena en què Rocco tortura un missatger amb una navalla, i la seqüència culminant en la qual Rocco mata Luca; Giomini va considerar que la censura d'aquesta darrera escena va reduir el seu impacte previst. Va recaptar un total de 754.443.000 lires italianes al seu recorregut cinematogràfic a Itàlia.
La pel·lícula es va estrenar en Blu-ray per Raro Video el 22 de febrer de 2011. Va ser llançat de nou en Blu-ray i DVD per Arrow Video el 16 de juny de 2015.

## Recepció
A partir de ressenyes contemporànies, una versió doblada a l'anglès de 98 minuts de la pel·lícula, titulada The Contract, va ser revisada per John Raisbeck del Monthly Film Bulletin. Raisbeck va afirmar que "després d'una seqüència de pre-crèdits editada enèrgicament, […] The Contract degenera en un thriller de gàngsters irregular". La ressenya va assenyalar que la pel·lícula "anuncia una sèrie de temes -les grans connexions empresarials del sindicat del crim, el respecte Melvillià compartit pels dos professionals Ugo i Chino-sense desenvolupar-ne cap de manera satisfactòria", i va criticar la representació de Rocco per Mario Adorf com a "sovint apropa[t] a la caricatura".

## Llegat
La pel·lícula posterior de Di Leo Diamanti sporchi di sangue (1978) és considerada per Curti com una "inversió" de Calibro 9, amb les relacions de la pel·lícula que són contràries entre si. El títol de treball de Diamanti sporchi di sangue' era Roma calibro 9, i Barbara Bouchet fa papers similars a les dues pel·lícules.
Més tard, Moschin interpretaria un personatge de gàngster, Don Fanucci, a El Padrí II (1974).
La pel·lícula es va fer referència al curtmetratge de la campanya publicitària de Nike Italia de Kobe Bryant titulat "Milano Kalibro Kobe", i va comptar amb els futbolistes internacionals de la Itàlia Giampaolo Pazzini, Gennaro Gattuso, Alberto Aquilani, Claudio Marchisio, el futbolista internacional holandès Wesley Sneijder i l'NBA italià Marco Belinelli en paròdies dels personatges originals. L'anunci va ser dirigit per Enzo G. Castellari, que, com Di Leo, va ser un destacat director de pel·lícules poliziottesco.

## Seqüela
El 2020 es va produir una pel·lícula de seqüela directa, Calibro 9. Està dirigida per Toni D'Angelo i produït per Gianluca Curti, el pare del qual Ermanno va ser coproductor de la primera pel·lícula. El repartiment és protagonitzat per Marco Bocci com a Fernando Piazza, el fill del personatge de Moschin, amb Barbara Bouchet repetint el seu paper de Nelly Bordon. També inclou Michele Placido, Alessio Boni i Kseniya Rappoport.